# Westinghouse-fék
A Westinghouse fék a légnyomásos vasúti fékek egy fajtája. Nevét feltalálójáról az amerikai George Westinghouse (1846–1914) feltaláló-mérnök-nagyiparosról kapta.

## Története
A fiatal mérnök érdeklődése hamar a vasút felé fordult, és egy vasúti baleset után, mely elégtelen fékhatás miatt következett be elkezdte vizsgálni egy légnyomásos fék alkalmazhatóságát a vasúti közlekedésben. 1861-ben mutatta be első, még nem önműködő Westinghouse rendszerű vasúti fékberendezését.

## Westinghouse-féle nem önműködő légfék

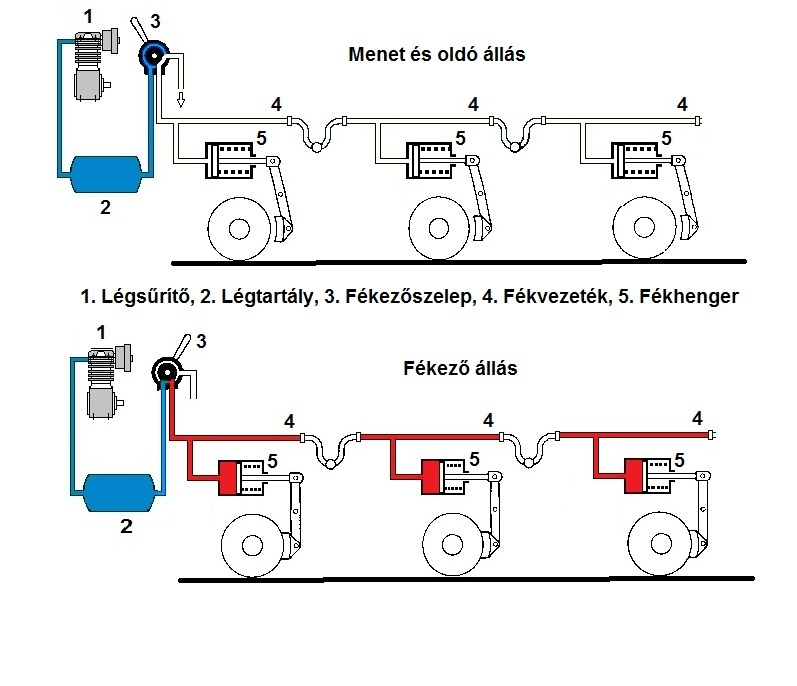
1. ábra, a Westinghouse-féle nem önműködő fék elve

Működési elve egyszerű, lásd az 1. ábrát, a légtartályból a fékezőszelep levegőt enged a fékvezetékbe, melyből az a fékhengerekbe kerül, amik a kerékabroncshoz szorítják a féktuskót, és így kialakul a fékezőerő.
Ennek a megoldásnak azonban több fogyatékossága is volt. A legjelentősebb, hogy hosszabb vonatok esetén nem volt biztosított az egyforma fékhatás a szerelvény összes kocsijánál. A vonat vége kevésbé fékeződött, mivel "elfogyott a nyomás", azaz a kezdő értékről jelentősen lecsökkent, illetve a sűrített levegő terjedési sebessége is kicsi volt, így előfordul, hogy a szerelvény eleje már fékez, és az utolsó kocsik még nem. Ez a vagonok egymásra torlódásának veszélyét hordozta. Ezen kívül vonatszakadás esetén nem volt biztosított a leszakadt vonatrész fékezése, mely főleg lejtős pályán komoly kockázattal járt.
Éppen ezért Westinghouse továbbfejlesztette rendszerét és 1872-ben bemutatta önműködő fékrendszerét, mely a mai napig alapja a vasúti járművek fékberendezéseinek.

## Westinghouse-féle önműködő légfék

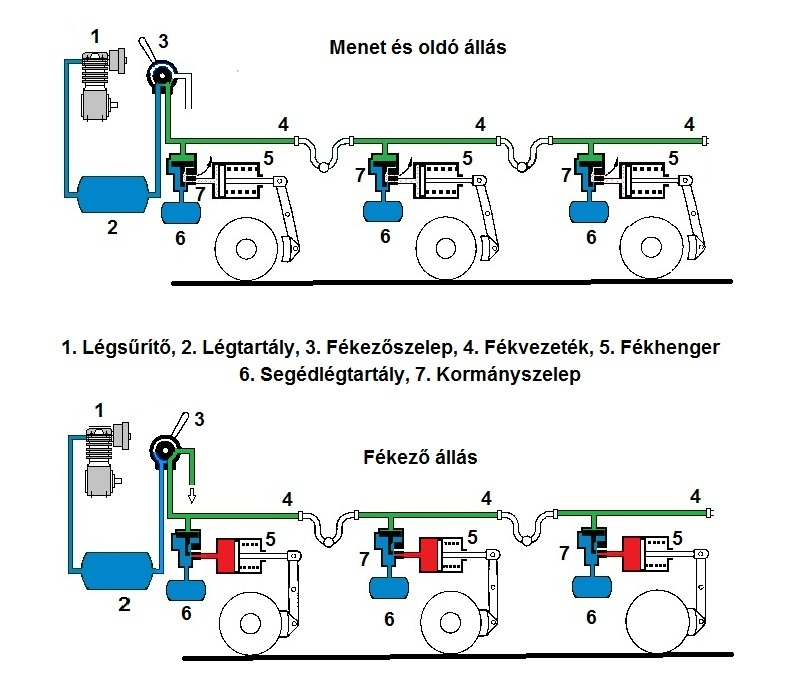
2. ábra A Westinghouse-féle önműködő fék elve

A fék működési elvét a 2. ábra mutatja.
A légsűrítő (1) tölti a légtartályt (2) az abban lévő sűrített levegő a vezető fékezőszelepen (3) keresztül tölti a fővezetéket (4) és az azzal a kormányszelepen (7) át a segédlégtartályt (6), illetve a fékhengert (5) a szabad térrel köti össze.
A fékhatás a fővezeték nyomásának csökkenésével következik be. A kormányszelepet (7) a fővezeték nyomásváltozása vezérli. Ez irányítja a levegő útját attól függően, hogy fékezni, vagy oldani kell. A fékhenger (5) működtetéséhez szükséges sűrített levegő a segédlégtartályban (6) van.
Fékezéskor a fékezőszelepen keresztül levegőt engednek ki a szabadba csökkentve ezzel a fővezeték nyomását. A nyomásváltozás hatására (azzal arányos ütemben és mértékben) a kormányszelep a segédlégtartályból levegőt enged a fékhengerbe.
A fék oldásakor a fékezőszelepen (3) keresztül a főlégtartályból (2) ismét levegőt juttatunk a fővezetékbe (4), melynek nyomása a névleges értékre áll vissza. Ennek következtében a kormányszelep (7) oldó-töltő állásba áll át és a fékhengerből a szabadba engedi ki a levegőt, mely így leürül. A kormányszelep egyúttal összeköti a fővezetéket és a segédlégtartállyal ismét feltölti azt, hogy a következő fékezéshez szükséges levegő rendelkezésre álljon.
Mivel a fővezetékben bekövetkező bármilyen nyomáscsökkenés rögtön a fék működését idézi elő, ezért vonatszakadás esetén a - mivel ekkor a fővezeték kiürül - a fékhengerek nyomás alá kerülnek. Ugyanígy nyomás alá kerül a fékhenger akkor is, ha a vonatban kezdeményez valaki vészfékezést, azaz a vészfékcsap működtetésével a fővezetéket kiüríti.
Összefoglalva: a fék önműködő, mivel a rendszer nyomásának bármi okból bekövetkező csökkenése esetén automatikusan befékez. A fékezéshez szükséges levegőkészlet a segédlégtartályban az egyes kocsikon már rendelkezésre áll.

## Általános elrendezés egy teherkocsin
1 Tömlőkapcsolat

  2 Elzáróváltó

  3 Vészfékhúzó

  4 Vészfékcsap

  5 Kézifék hajtókar

  6 Fékorsó

  7 Fékorsóanya

  8 Féktengely

  9 Kézifék húzórúd

10 Rudazatállító

11 Vezérlőrúd

12 Vízszintes emeltyű
13 "Rakott" rúd

14 "Üres" rúd raksúlyváltóval

15 Visszahúzórugó

16 Fékhenger

17 Rögzített fékemeltyű

18 Raksúlyváltó működtető rudazat

19 Fék húzórúd

20 Függőleges emeltyű

21 Fix pont

22 Főlégvezeték
23 Féktuskó

24 Fékháromszög

25 Készletlégtartály

26 Oldószelep markolat

27 Kormányszelep

28 Vezérlőlégtartály

29 Fék kiiktatóváltó

30 Működtető kar a fék kiiktatásához 
     működt. kar

31 GP-váltó

32 Raksúlyváltó átállító kar
     működtető kar

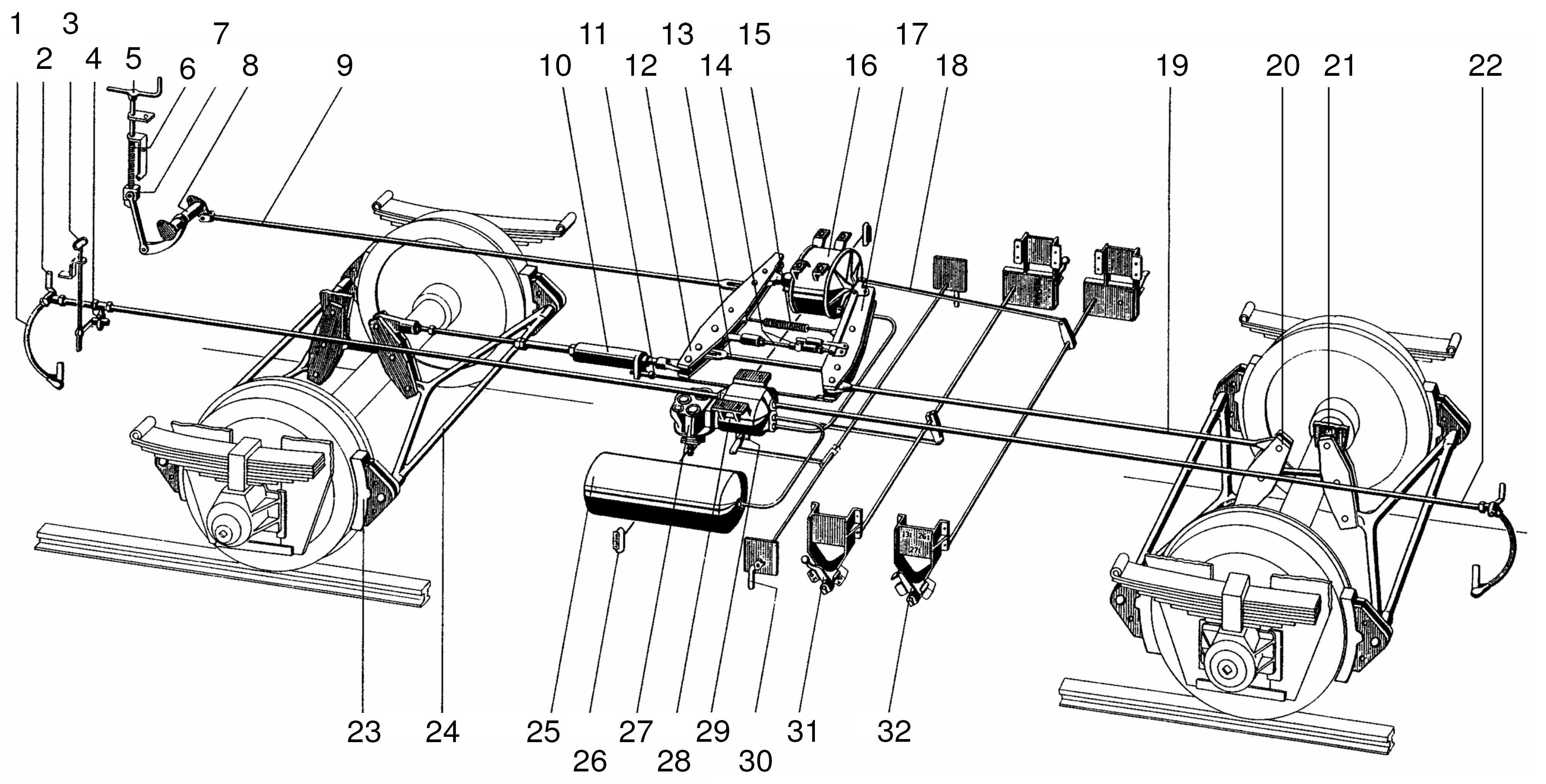
3. ábra, Egy teherkocsi fékrendszere rudazatállítóval, G-P váltóval és kézi raksúlyváltóval
1 Tömlőkapcsolat
2 Elzáróváltó
3 Vészfékhúzó
4 Vészfékcsap
5 Kézifék hajtókar
6 Fékorsó
7 Fékorsóanya
8 Féktengely
9 Kézifék húzórúd
10 Rudazatállító
11 Vezérlőrúd
12 Vízszintes emeltyű
13 "Rakott" rúd
14 "Üres" rúd raksúlyváltóval
15 Visszahúzórugó
16 Fékhenger
17 Rögzített fékemeltyű
18 Raksúlyváltó működtető rudazat
19 Fék húzórúd
20 Függőleges emeltyű
21 Fix pont
22 Főlégvezeték
23 Féktuskó
24 Fékháromszög
25 Készletlégtartály
26 Oldószelep markolat
27 Kormányszelep
28 Vezérlőlégtartály
29 Fék kiiktatóváltó
30 Működtető kar a fék kiiktatásához
működt. kar
31 GP-váltó
32 Raksúlyváltó átállító kar
működtető kar

A fékberendezések és egységek általános elrendezését egy teherkocsin a 3. ábra mutatja be.
A fékhenger (16) dugattyú által kifejtett erő a vízszintes emeltyűre (12) adódik át, ahonnan az erő a rudazatállítón (10), a raksúlyváltó rúdján (12, vagy 13), a húzórudakon (19) át, majd a függőleges fékemeltyűn (20) és a fékháromszögeken (24) keresztül a féktuskókhoz (23) jut el. A féktuskó a kerék futófelületére nyomódik és kialakul a fékezőerő.
A kézifék hajtókarján (5) kifejtett erő a fékorsón (6), az anyán (7), a féktengelyen (8) és a kézifék húzórúdján és a vízszintes fékemeltyűre (12) adódik át, majd innen az erő a fentiek alapján jut el a féktuskókig.